# Ivanantonia efremovi
L’ivanantonia (Ivanantonia efremovi) è un enigmatico roditore estinto, di incerta classificazione. Visse nell'Eocene inferiore (circa 52 milioni di anni fa) e i suoi resti fossili sono stati ritrovati in Mongolia.

## Classificazione
Questo animale è poco noto, e gli unici resti fossili noti corrispondono alla dentatura della mandibola. Ivanantonia è insolito a causa della mancanza di tutti i premolari inferiori, caso unico tra i roditori arcaici. Ciò indicherebbe un tipo di masticazione particolare, detta propalinale, in cui il movimento delle fauci è in avanti e indietro. Le parentele di Ivanantonia non sono chiare: è stato descritto originariamente come un rappresentante degli ctenodattiloidi (Shevyreva, 1989) attualmente rappresentati dai gundi, ma un ulteriore studio (Hartenberger et al., 1997) ha indicato che questo animale potesse essere imparentato con Nonomys, affine ai muridi. 